# Ернст Фрік
Ернст Фрік (нім. Ernst Frick) — швейцарський футболіст, що грав на позиції півзахисника за клуб «Люцерн», а також національну збірну Швейцарії.

## Клубна кар'єра
У футболі відомий за виступами у «Люцерні», кольори якого захищав протягом усієї своєї кар'єри гравця. 

## Виступи за збірну
1934 року дебютував в офіційних матчах у складі національної збірної Швейцарії. Протягом кар'єри у національній команді, яка тривала 1 рік, провів у її формі 1 матч.
Був присутній в заявці збірної на чемпіонаті світу 1934 року в Італії, але на поле не виходив.